# Langues sud-estoniennes
 (octobre 2009).
Si vous disposez d'ouvrages ou d'articles de référence ou si vous connaissez des sites web de qualité traitant du thème abordé ici, merci de compléter l'article en donnant les références utiles à sa vérifiabilité et en les liant à la section « Notes et références ».
Les langues sud-estoniennes sont des langues finno-ougriennes parlées dans les Pays baltes, notamment au sud de l'Estonie et en Lettonie.

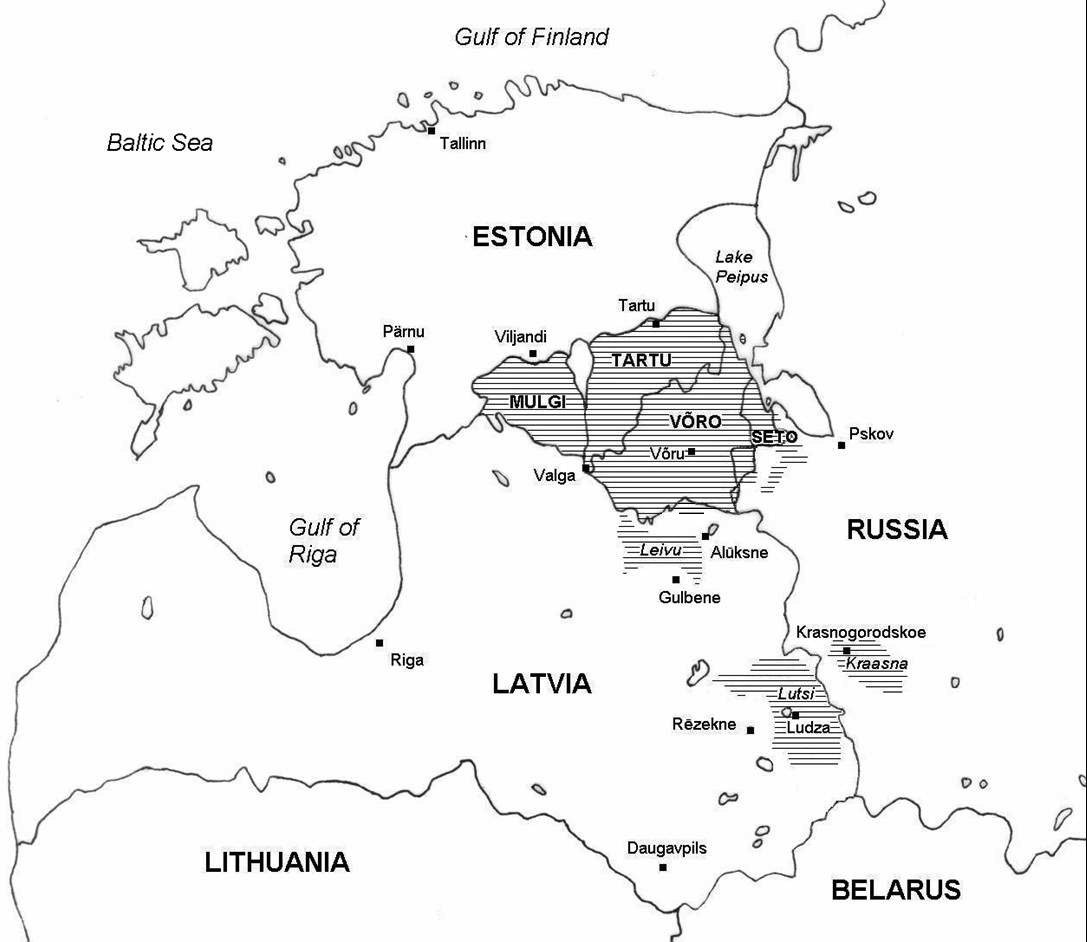
Distribution des langues sud-estoniennes

Elles comprennent:
- le lutsi (éteint).
- le mulgi.
- le seto.
- le tartu
- le võro.